# Hidròxid de magnesi
L'hidròxid de magnesi, Mg(OH)₂, és un compost inorgànic iònic format per cations magnesi, Mg2+ i anions hidròxid, OH-. Es presenta en forma de pols blanca amorfa. És higroscòpic i molt insoluble dins d'aigua, el Ks val 1,5x10-11. En suspensió dins d'aigua rep el nom de llet de magnèsia. La seva estructura cristal·lina és hexagonal, com la de el iodur de cadmi. A la natura es troba en el mineral brucita. Se'l considera una base forta; així doncs, és molt soluble en àcids diluïts. La seva toxicitat és baixa: la seva DL50 oral en rates és de 8.500 mg/kg.
L'hidròxid de magnesi està disponible comercialment i es prepara per precipitació d'una sal de magnesi amb un hidròxid (hidròxid de sodi, hidròxid de potassi o hidròxid d'amoni):
Mg2+(aq) + 2OH−(aq) → Mg(OH)₂(s)

## Aplicacions
A la medicina l'hidròxid de magnesi, en forma de llet de magnèsia s'empra com a antiàcid per neutralitzar els àcids de l'estómac, i com a laxant. Aigua amb llet de magnèsia pot servir per neutralitzar àcids com tractament d'urgència en cas d'ingestió accidental. Interfereix en l'absorció d'àcid fòlic i de ferro.
A la indústria s'empra per neutralitzar àcids o com a agent supressor de fum i ignífug. Això és conseqüència del fet que es produeix una descomposició tèrmica als 332 °C que absorbeix molta energia, i es transforma en òxid de magnesi i aigua:
Mg(OH)₂ → MgO + H₂O
La calor que absorbeix retarda la ignició del material. L'aigua que es desprèn absorbeix els gasos de la combustió i impedeix l'arribada de més oxigen a la zona en combustió.